# Tiago Ronaldo
Tiago Alexandre Carvalho Gonçalves meglio noto come Tiago Ronaldo (Loures, 28 dicembre 1989) è un calciatore portoghese, centrocampista del Pevidem.

## Carriera
Inizia la sua carriera nella Primeira Liga, tra le file del Vitória Guimarães, partecipando al vittorioso derby contro lo Sporting Braga.
Il 2 luglio 2009 firma un contratto di due anni con lo Standard Liegi.